# 퀸시 홀
퀸시 홀(영어: Quincy Hall, 1998년 7월 31일~)은 미국의 육상 선수로 주 종목은 단거리 달리기와 허들이다. 2024년 하계 올림픽 남자 400m 허들 종목에서 금메달을 획득했고 세계 선수권 대회 4×400m 계주 금메달과 400m 동메달을 획득했다.